# Platycaulos mahonii
Platycaulos mahonii är en gräsväxtart som först beskrevs av Nicholas Edward Brown, och fick sitt nu gällande namn av Hans Peter Linder och C.R.Hardy. Platycaulos mahonii ingår i släktet Platycaulos och familjen Restionaceae.

## Underarter
Arten delas in i följande underarter:
- P. m. humbertii
- P. m. mahonii